# Declaratoria de la independencia (Uruguay)
La Declaratoria de la Independencia se refiere al acto realizado el 25 de agosto de 1825 por el Congreso de la Florida, integrado por representantes de los cabildos de los pueblos de la Provincia Oriental. Por medio de este, la Provincia Oriental proclamaba su independencia del Imperio del Brasil y se declaraba parte de las Provincias Unidas del Río de la Plata "a las que siempre perteneció por los vínculos más sagrados que el mundo conoce"; por lo mismo, no se trató de una declaración de independencia de una nación autónoma, aunque expresaba su soberanía.
Las deliberaciones tuvieron lugar en el paraje conocido como Piedra Alta, próximo a la ciudad de Florida (Uruguay), a 98 km de la actual capital (Montevideo). Esta declaración también es conocida como «de la Florida» o «de la Piedra Alta». Sus tres leyes reciben asimismo el nombre de «Leyes de la Florida» o «Leyes fundamentales de 1825».
Fue la continuación del proceso histórico iniciado con el desembarco de la cruzada libertadora el 19 de abril de 1825, conocido como desembarco de los Treinta y Tres Orientales, comandados por Juan Antonio Lavalleja, y uno de los puntos álgidos del proceso independentista oriental que culminó en la Jura de la Constitución en 1830.
El 25 de agosto de 1825 se declararon tres leyes:
- Ley de Independencia: con respecto al Imperio del Brasil, Portugal y cualquier otro poder extranjero.
- Ley de Unión: de la Provincia Oriental a las otras Provincias Unidas del Río de la Plata.
- Ley de Pabellón: que estableció cómo pabellón de la Provincia Oriental la tricolor: «azul, blanca y roja» hasta tanto las demás provincias aceptaran la incorporación de la Provincia Oriental, momento a partir del cual se utilizaría la bandera de las Provincias Unidas del Río de la Plata.

La asamblea del 25 de agosto de 1825 tuvo como presidente al presbítero Juan Francisco Larrobla.

## Transcripción de las leyes de la independencia
Ley de independencia

Pabellón de la Provincia Oriental aprobado por la Ley de Pabellón.

 La Sala de Representantes de la Provincia Oriental del Río de la Plata, en uso de la Soberanía ordinaria y extraordinaria que legalmente inviste, para constituir la existencia política de los pueblos que la componen, y establecer su independencia y felicidad, satisfaciendo el constante, universal y decidido voto de sus representados; después de consagrar á tan alto fin su más profunda consideración; obedeciendo la rectitud de su íntima conciencia, en el nombre y por la voluntad de ellos, sanciona con valor y fuerza de ley fundamental lo siguiente:
1 - Declara írritos, nulos, disueltos y de ningún valor para siempre, todos los actos de incorporación, reconocimientos, aclamaciones y juramentos arrancados á los pueblos de la Provincia Oriental, por la violencia de la fuerza unida á la perfidia de los intrusos poderes de Portugal y el Brasil que la han tiranizado, hollado y usurpado sus inalienables derechos, y sujetándole al yugo de un absoluto despotismo desde 1817 hasta 1825. Y por cuanto el Pueblo Oriental, aborrece y detesta hasta el recuerdo de los documentos que comprenden tan ominosos actos, los Magistrados Civiles de los pueblos en cuyos archivos se hallan depositados aquellos, luego que reciban la presente disposición, concurrirán el primer día festivo en unión del Párroco y vecindario y con asistencia del Escribano, Secretario, o quien haga sus veces á la casa de Justicia, y antecedida la lectura de este Decreto se testará y borrará desde la primera línea hasta la última firma de dichos documentos, extendiendo en seguida un certificado que haga constar haberlo verificado, con el que deberá darse cuenta oportunamente al Gobierno de la Provincia.
2 - En consecuencia de la antecedente declaración, reasumiendo la Provincia Oriental la plenitud de los derechos, libertades y prerrogativas, inherentes á los demás pueblos de la tierra, se declara de hecho y de derecho libre é independiente del Rey de Portugal, del Emperador del Brasil, y de cualquiera otro del universo y con amplio y pleno poder para darse las formas que en uso y ejercicio de su soberanía estime convenientes.
Ley de unión
La Sala de Representantes de la Provincia Oriental del Río de la Plata, en virtud de la soberanía ordinaria y extraordinaria que legalmente reviste, para resolver y sancionar todo cuanto tienda á la felicidad de ella, declara: que su voto general, constante, solemne y decidido, es y debe ser por la unión con las demás Provincias Argentinas, á que siempre perteneció por los vínculos más sagrado que el mundo conoce. Por tanto ha sancionado y decreta por ley fundamental la siguiente:
Queda la Provincia Oriental del Río de la Plata unida a las demás de este nombre en el territorio de Sud América, por ser la libre y espontánea voluntad de los pueblos que la componen, manifestada en testimonios irrefragables y esfuerzos heroicos desde el primer periodo de la regeneración política de dichas Provincias.
Ley de pabellón
La Sala de Representantes de la Provincia Oriental del Río de la Plata, en uso de la soberanía ordinaria y extraordinaria que legalmente reviste, ha sancionado y decreta con valor y fuerza de ley, lo siguiente:
Siendo una consecuencia necesaria del rango de Independencia y Libertad que ha recobrado de hecho y de derecho la Provincia Oriental, fijar el pabellón que debe señalar su Ejército y flamear en los pueblos de su territorio, le declara por tal, el que tiene admitido, compuesto de tres fajas horizontales, azul, blanca, y roja, por ahora, y hasta tanto que incorporados los Diputados de esta Provincia, a la Soberanía Nacional, se enarbole el reconocido por el de las Unidas del Río de la Plata, a que pertenece.

## Nomenclátor y homenajes
- Varias vías públicas en Uruguay llevan por nombre "25 de Agosto" en conmemoración de esta fecha.
- La localidad de Veinticinco de Agosto en el departamento de Florida.
- La marcha militar 25 de Agosto, del Ejército Nacional uruguayo.
- El 25 de agosto es feriado no laborable en Uruguay.
- El Teatro 25 de Agosto en la ciudad de Florida

## Interpretaciones historiográficas sobre el Congreso de la Florida (1825)
Mientras que la primera ley promulgada por el Congreso de la Florida, declaraba la Independencia de la Provincia Oriental del Imperio del Brasil, la segunda proclamaba su reincorporación a las Provincias Unidas del Río de la Plata. Estas declaraciones, que a primera vista podrían parecer contradictorias, han sido objeto de un extenso análisis y debate dentro de la academia uruguaya. Es importante señalar que esta discusión no fue contemporánea a los hechos de 1825, sino que surgió y se desarrolló a partir de las interpretaciones y posturas elaboradas por historiadores en épocas posteriores. 
En este sentido, se distinguen principalmente dos corrientes interpretativas: la tesis "independentista" (también conocida como "nacionalista"), que enfatiza la voluntad de independencia absoluta, y la tesis "unionista", que subraya la intención de reintegrarse a las Provincias Unidas del Río de la Plata. El historiador Carlos Real de Azúa, ofrece una crítica más amplia a las narrativas historiográficas clásicas. Más allá de estas posiciones, han surgido perspectivas más matizadas, como la de José Pedro Barrán, que a diferencia de los historiadores independentistas y unionistas -ambos grupos centrados en aspectos meramente políticos-, introduce en su análisis la dimensión social. 

#### Tesis Independentista
Para los historiadores que adscriben a esta tesis, los sucesos de 1825 representan el punto culminante de un proceso de luchas por la autonomía de la Provincia Oriental que se remonta a los inicios del siglo XIX, y de un sentimiento nacional que ya se encontraba presente en la población. 

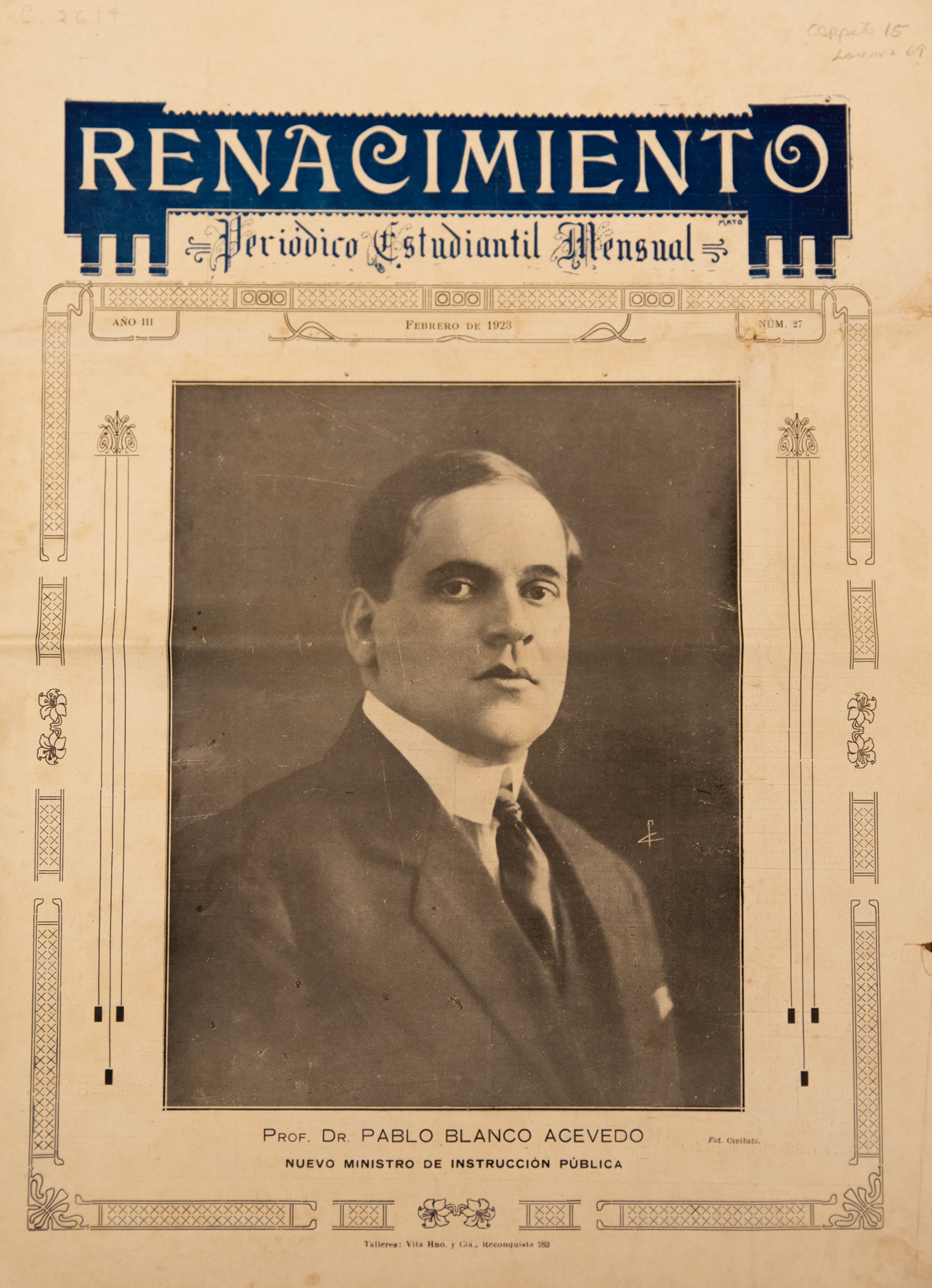
Pablo Blanco Acevedo. Renacimiento. Períodico estudiantil mensual. Febrero de 1923.Año III, número 27. Archivo Fotográfico del Museo Histórico Nacional.

Pablo Blanco Acevedo, en su obra La Independencia Nacional sostiene que los actos del 25 de agosto de 1825, fueron una “expresión de la voluntad popular”.  Es decir, trascendieron los sentimientos individuales y encarnaron el impulso colectivo del pueblo oriental contra las fuerzas dominantes, primero la corona española y luego la invasión luso-brasileña.   
Si bien reconoce la existencia de otras fechas significativas, como el Grito de Asencio de 1811, considera la del 25 de agosto como la fecha más relevante en un largo proceso de luchas por la independencia. Da cuenta de los múltiples debates que se han llevado a cabo en el Parlamento y las diferentes posturas de los partidos políticos, en torno a la elección del 25 de agosto de 1825 como fecha de la Declaración de la Independencia. Su enfoque se centra en la consolidación de un relato oficial que refuerza la unidad y la identidad nacional a través de las conmemoraciones patrias. 
Juan Pivel Devoto argumenta que la nacionalidad uruguaya "está prefigurada desde los orígenes de nuestra formación social". La administración llevada a cabo por gobernadores y cabildantes, sumado al rol que tuvo el puerto de Montevideo, hizo que se configure en el territorio de la Banda Oriental, una identidad regional diferenciada, en el espacio platense. 
Sostiene que desde 1811, con la "admirable alarma", el pueblo oriental defendió su independencia respecto de la corona española. Por otro lado, resalta el liderazgo de Artigas como la única autoridad de la Provincia Oriental en su lucha contra el gobierno de Buenos Aires y los ejércitos lusitanos, lo que, según el autor, demuestra la existencia de una "voluntad soberana" capaz de gobernarse y defender su territorio. Más tarde, bajo la dominación portuguesa, los dirigentes de la Provincia Cisplatina, reclamaron preservar la autonomía y la unidad. 
Para el autor, la ley de unión no contradecía a la ley de independencia, dado que la Provincia Oriental conservó derechos significativos: funciones legislativas, ejército y administración. Fueron las circunstancias políticas, militares y económicas las que motivaron su voto. Sin embargo, los términos en los que se llevó a cabo la unión en 1825, difiere a la relación que la Provincia Oriental mantuvo con el disuelto Virreinato del Río de la Plata. Lo plantea en los términos que Artigas la había manifestado en 1813, la de una Federación de Provincias Libres Unidas. 

#### Tesis unionista
La tesis unionista postula que la intención predominante de los orientales en 1825 era unirse a las provincias argentinas, no establecer una independencia absoluta. En tal sentido, interpretan la consecución de la independencia como una consecuencia impuesta por las circunstancias externas posteriores  (el conflicto entre Brasil y Argentina y la mediación británica) en lugar de un objetivo inicial.  
Eduardo Acevedo afirma que la proclama de Lavalleja, al igual que las aspiraciones que tuvo el artiguismo, apeló a mantener las Provincias Unidas. Tanto Artigas como los integrantes del Congreso de la Florida hicieron prevalecer la unión por encima de la independencia. Para el autor, la reincorporación a las Provincias Unidas del Río de la Plata no invalidaba la declaración de independencia; una vez proclamada la soberanía absoluta, no habría limitaciones para ejercerla. 
En respuesta a los historiadores independentistas  —que la interpretan como recurso de circunstancias— sostiene que la Asamblea de la Florida, mantendría su autonomía a pesar de la reincorporación a las Provincias Unidas del Río de la Plata. 
Los principios de libertad e independencia esgrimidos en 1825 fueron en relación a la presencia de fuerzas invasoras, no obstante, Eduardo Acevedo afirma que una vez recuperada la soberanía nacional, la pregunta que debieron hacerse los orientales fue si la Provincia Oriental debía constituirse en nación independiente o unirse con las demás provincias del Río de la Plata.
Eugenio Petit Muñoz contribuye a esta tesis al considerar que en 1825 no era posible hablar en términos de "nación", ya que prevalecía en los orientales el deseo de continuar formando parte de las Provincias Unidas del Río de la Plata. Aunque reconoce una "conciencia patriótica" en los líderes de la Cruzada Libertadora, la define como un patriotismo de carácter regional, rioplatense. 
Sin embargo, el autor, vincula el “localismo” presente en las actas del 25 de agosto con las luchas coloniales entre Montevideo y Buenos Aires ( la llamada “lucha de puertos”) y el período artiguista, sugiriendo que estos conflictos gestaron una “conciencia nacional” que culminaría por materializarse con la Convención Preliminar de Paz de 1828. 

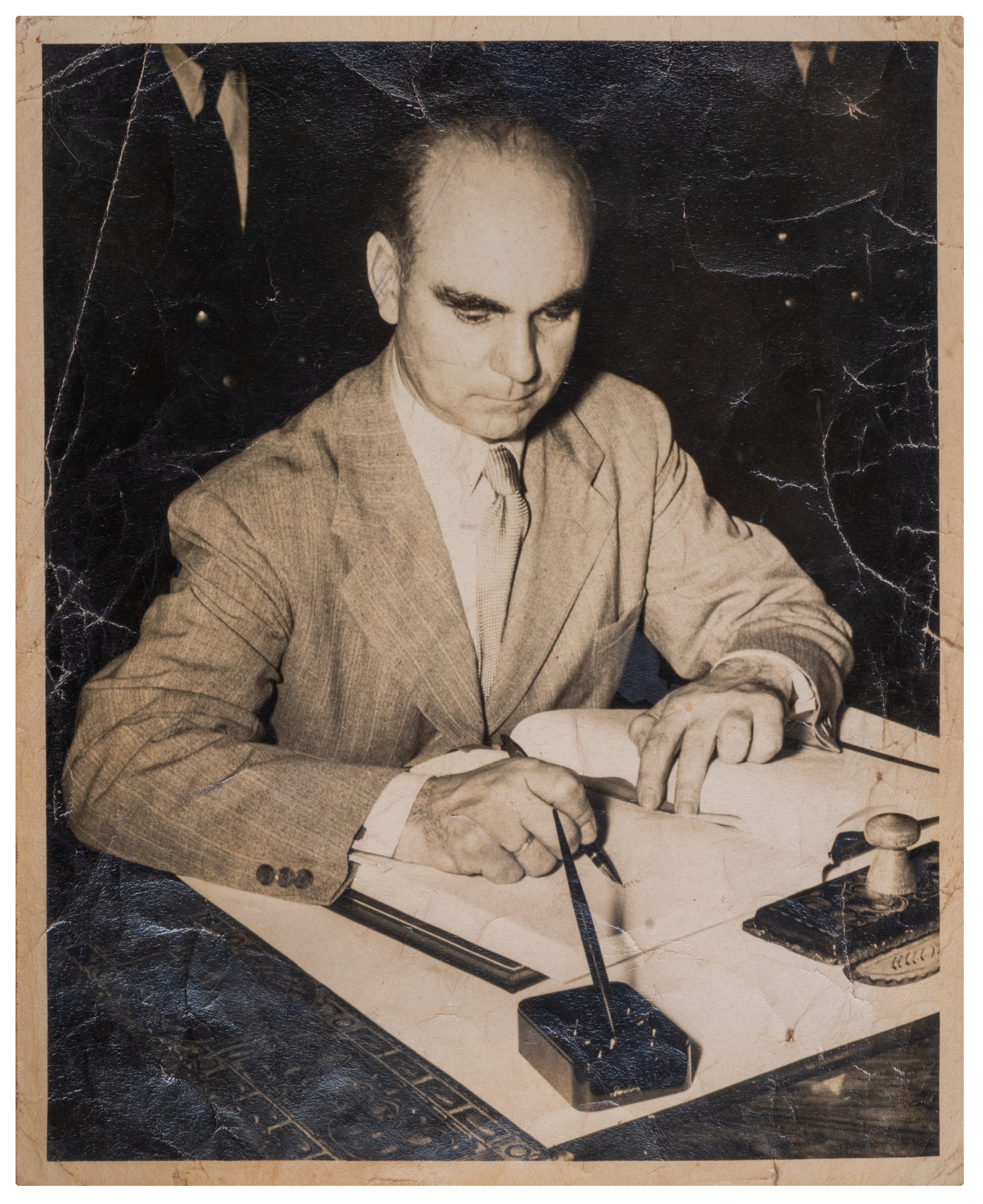
Retrato de Ariosto González. Archivo Fotográfico del Museo Histórico Nacional.

El historiador Ariosto Domingo González en su obra El Centenario: refutación del libro del Dr. Pablo Blanco Acevedo (1923), pone en discusión los relatos de los acontecimientos en torno a la declaración de independencia el 25 de agosto del año 1825. El planteo realizado por Pablo Blanco Acevedo sostiene que los habitantes de la Provincia Oriental, expresaron su voluntad por la independencia de las potencias europeas, y de los poderes vecinos de la región. Contrario a esa afirmación, González, afirma, que no existió ese sentimiento en sí, sino que el deseo de independencia era con relación a las fuerzas extranjeras, pero no regionales.

### Las contribuciones de Carlos Real de Azúa
En su obra, Los orígenes de la nacionalidad uruguaya, aborda el período que va desde la creación del Virreinato del Río de la Plata hasta la Convención Preliminar de Paz de 1828. La obra se inscribe en una línea revisionista crítica de las tesis independentistas tradicionales, tanto “nacionalistas” como “unionistas”.  
Para el autor, los relatos oficiales que aluden a los orígenes de la nación, presentan a la independencia como un acontecimiento necesario, como mandato históricamente predeterminado. A partir del análisis de los documentos de época, concluye que fueron múltiples los factores, así como los actores implicados en el proceso de independencia.
Señala que tanto los líderes orientales como las autoridades porteñas tuvieron sus propios intereses, y que la independencia se alcanzó no por un consenso nacional previo sino como solución en el marco de una coyuntura determinada. No hay una única causa determinante, sino la convergencia de causas internas y externas, entre ellas identifica: la rivalidad colonial entre Montevideo y Buenos Aires; los esfuerzos artiguistas por la autonomía regional; la lucha contra Brasil como elemento clave en la formación nacional y posteriormente la mediación británica en la Convención de 1828. 

### La independencia y el "miedo a la revolución social" en 1825

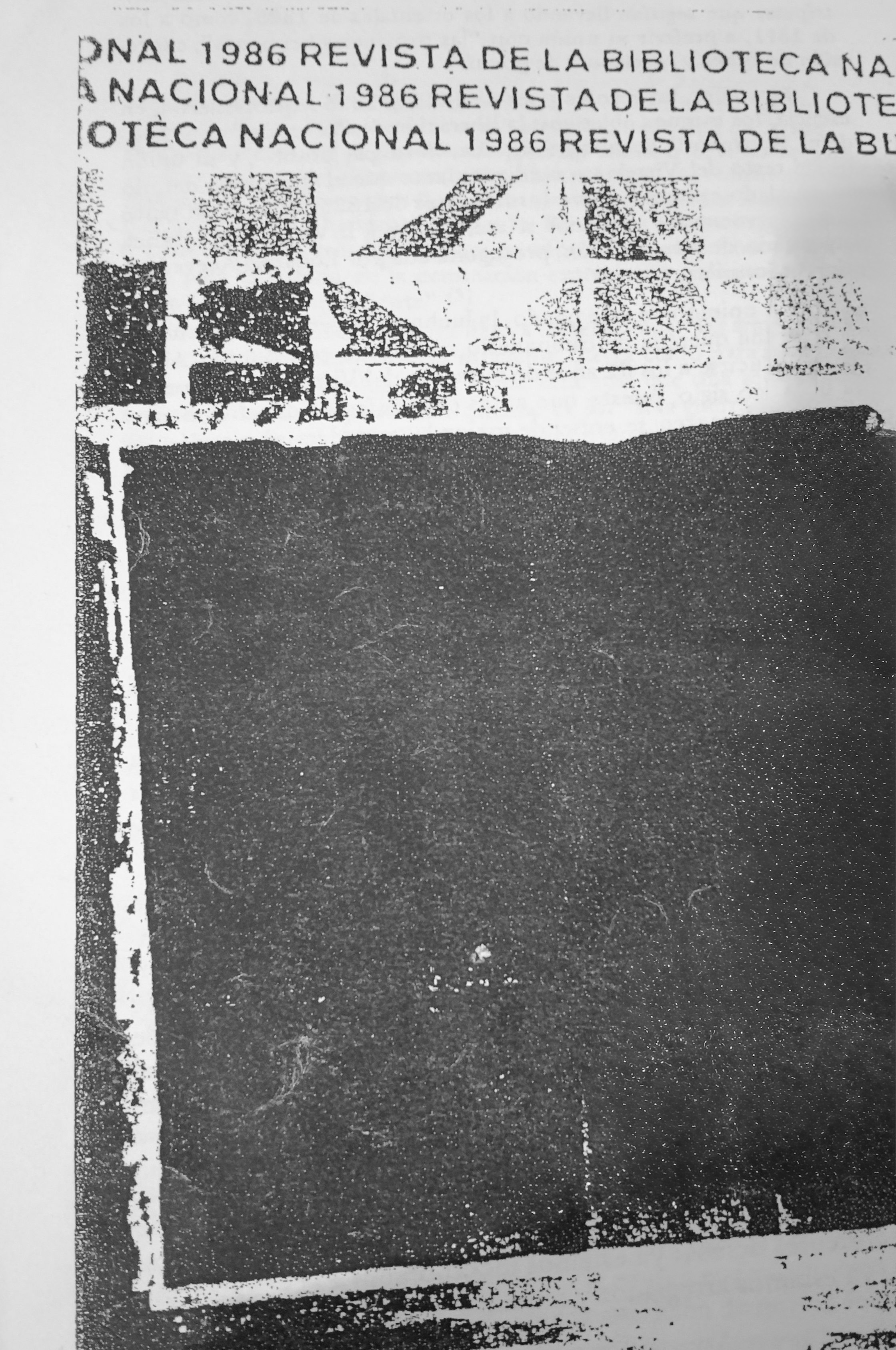
Barrán, José Pedro.La independencia y el miedo a la revolución social. En revista de la Biblioteca Nacional.

José Pedro Barrán introduce la dimensión social en el análisis de los eventos de 1825, para trascender las interpretaciones meramente políticas; lo define como el "contexto social de lo político". Su argumento central es que el "miedo a la revolución social", particularmente vinculado al legado de José Artigas y sus reformas tendientes al reparto de tierras, fue un factor significativo que influyó en las decisiones de los líderes de 1825 y de los grupos económicos más representativos que apoyaron la causa. Para los representantes del Congreso de la Florida y sus partidarios, era "imprescindible" borrar cualquier mención a la figura de Artigas, ya que sus ideas eran percibidas como una amenaza al derecho de propiedad y al orden establecido. Además, necesitaban contar con la ayuda de Buenos Aires en la lucha contra las fuerzas brasileñas, en ese sentido, las ideas federales artiguistas eran contrarias a la política centralista de Buenos Aires. 
El autor sugiere que, si bien el período artiguista (1815-1820) fue el "primer ensayo de vida independiente" de Uruguay, al gobernarse la Banda Oriental como un Estado soberano; para las "clases acomodadas", la independencia absoluta traería aparejado “el miedo a la revolución social” en 1825. 
Para las clases acomodadas, defensoras del derecho de propiedad, “la independencia absoluta era sinónimo de reparto de tierras, desorden en la producción, mano de obra ocupada en los ejércitos, y lucha entre facciones rivales”. 
Utiliza el informe del cónsul británico Thomas Samuel Hood para ilustrar la diversidad de grupos que conforman la sociedad de la época, llamados “partidos”. Este es un concepto de época al que alude el enviado británico, pero que no debe confundirse con la concepción moderna de partido político, sino que se trata de grupos de opinión, cada uno con intereses particulares. 
Entre ellos, identifica a los "negativos" (españoles y criollos indiferentes al gobierno siempre que hubiera seguridad para ellos y sus propiedades); los "realistas" (viejos españoles que apreciaban la tranquilidad bajo el dominio luso-brasileño);  los "imperialistas" (luso-brasileños y terratenientes ricos que apoyaron la incorporación a Portugal, Brasil y Algarve), y los "patriotas" (unidos contra Brasil pero con discrepancias internas). Muchos de estos "patriotas" (residentes en la campaña) eran partidarios de Artigas. Los asentados en la ciudad, lejos de tener ideas independentistas absolutas, se pronunciaron a favor de la unión con Buenos Aires por considerar que la independencia total no era posible debido a la baja población, y las escasas rentas públicas. 
Si bien algunos sectores de la población apoyaron la independencia ante la presencia de fuerzas  invasoras, otros veían la unión con las Provincias Unidas del Río de la Plata como una garantía de orden y estabilidad. El "miedo a la revolución social" como motor de las decisiones políticas, en particular la supresión del legado de Artigas y la preferencia por la unión entre ciertas élites urbanas, muestra que la política estaba intrínsecamente ligada al mantenimiento del orden social y la protección de los intereses económicos. 
Para Barrán el estudio de los diversos grupos sociales tanto locales como extranjeros, y sus respectivos intereses económicos dentro de la Provincia Oriental, era necesario al momento de analizar la coyuntura política de la época. En esa línea, historiadoras como Ana Frega e Inés Cuadro, han retomado la tesis del miedo a la “revolución social” como elemento fundamental para abordar el proceso de independencia de la Provincia Oriental hasta la firma de la Convención Preliminar de Paz de 1828. 